# World Series of Darts 2024
De World Series of Darts 2024 is een reeks toernooien van de Professional Darts Corporation, die plaatsvond op 8 verschillende locaties. De finale werd gespeeld in Amsterdam, Nederland.

## Prijzengeld

### Internationale evenementen
| Plaats       | Prijzengeld |
| ------------ | ----------- |
| Winnaar      | £ 20.000    |
| Runner-up    | £ 10.000    |
| Halve finale | £ 5.000     |
| Kwartfinale  | £ 2.500     |
| Eerste ronde | £ 1.250     |
|              |             |
| Totaal       | £ 60.000    |

### Finale
| Plaats       | Prijzengeld |
| ------------ | ----------- |
| Winnaar      | £ 70.000    |
| Runner-up    | £ 30.000    |
| Halve finale | £ 20.000    |
| Kwartfinale  | £ 15.000    |
| Tweede ronde | £ 7.500     |
| Eerste ronde | £ 5.000     |
|              |             |
| Totaal       | £ 300.000   |

## Evenementen
| Nr. | Datum           | Evenement                    | Locatie                               | Winnaar                     | Legs   | Runner-up                  | Bron  |
| --- | --------------- | ---------------------------- | ------------------------------------- | --------------------------- | ------ | -------------------------- | ----- |
| 1   | 18-19 januari   | Bahrain Darts Masters        | Sakhir, Bahrain International Circuit | (95.15) Luke Littler        | 8 – 5  | Michael van Gerwen (87.80) | [ 1 ] |
| 2   | 26-27 januari   | Dutch Darts Masters          | 's-Hertogenbosch, Maaspoort Den Bosch | (100.59) Michael van Gerwen | 8 – 6  | Luke Littler (106.71)      | [ 2 ] |
| 3   | 31 mei-1 juni   | US Darts Masters             | New York, Hulu Theater                | (91.55) Rob Cross           | 8 – 7  | Gerwyn Price (96.36)       | [ 3 ] |
| 4   | 7-8 juni        | Nordic Darts Masters         | Kopenhagen, Forum København           | (96.47) Gerwyn Price        | 8 – 5  | Rob Cross (91.68)          | [ 4 ] |
| 5   | 14-15 juni      | Poland Darts Masters         | Gliwice, PreZero Arena                | (101.84) Luke Littler       | 8 – 3  | Rob Cross (94.91)          | [ 5 ] |
| 6   | 9-10 augustus   | Australian Darts Masters     | Wollongong, WIN Entertainment Centre  | (99.42) Gerwyn Price        | 8 – 1  | Luke Littler (94.24)       | [ 6 ] |
| 7   | 16-17 augustus  | New Zealand Darts Masters    | Hamilton, Globox Arena                | (102.21) Luke Humphries     | 8 – 2  | Damon Heta (95.68)         | [ 7 ] |
| 8   | 13-15 september | World Series of Darts Finals | Amsterdam, AFAS Live                  | (102.21) Luke Littler       | 11 – 4 | Michael Smith (92.97)      | [ 8 ] |

Bahrain Darts Masters · Dutch Darts Masters · US Darts Masters · Nordic Darts Masters · Poland Darts Masters · Australian Darts Masters ·  New Zealand Darts Masters · World Series of Darts Finals